# Северна Калифорния
Северна Калифорния (на английски: Northern California), наричана още Нор кал (NorCal) представлява северната част на американския щат Калифорния. Тя включва всички окръзи в щата освен онези в Южна Калифорния (Лос Анджелис, Ориндж, Сан Диего, Сан Бернардино, Ривърсайд, Вентура, Санта Барбара и Импириъл.
В Северна Калифорния се намират градовете Сан Хосе (и неговите предградия в Силициевата долина), Оукланд, Сакраменто (столицата на Калифорния) и Сан Франциско.
В Северна Калифорния се намират и два от най-престижните университети в САЩ: Станфордският университет и Калифорнийският щатски университет - Бъркли. Други по-малки университети в този район са Хамболтският държавен университет, Калифорнийският държавен университет в Сакраменто и Калифорнийският държавен университет в Чико.
Северна Калифорния се отличава със своята брегова линия, климат и сравнително ниска гъстота на населението (с изключение на Сан Франциско и Сакраменто), както и с горите от секвои.